# Heterophyes nocens
Heterophyes nocens ist ein zu den Saugwürmern gehörender Parasit des Dünndarms. Natürliche Endwirte sind Hunde, Katzen und Ratten, er kann aber auch beim Menschen auftreten. Der Parasit ist einer der Auslöser der Heterophyose. Der Parasit wurde erstmals 1916 bei einem mit rohen Großkopfmeeräschen gefütterten Hund nachgewiesen, 1926 auch bei einem Menschen in Kōbe (Japan). Zum Verbreitungsgebiet gehören neben Japan auch Korea, China, Taiwan und Thailand. In Korea sind schätzungsweise 50.000 Menschen mit diesem Darmegel befallen, in der südöstlichen Küstenregion liegt die Prävalenz zwischen 10 und 40 %. In Japan sind vor allem die Präfekturen Yamaguchi und Shizuoka mit Prävalenzen um die 20 % betroffen. In China sind die Provinzen Guangdong, Hubei und Peking am häufigsten betroffen.
Der Endwirt scheidet die Eier mit dem Kot aus. Sie sind 28 × 15,5 µm groß. Wie alle Heterophyes-Arten hat Heterophyes nocens einen Lebenszyklus über zwei Zwischenwirte. Der erste sind Brackwasser-Schlammschnecken, in denen die Zerkarien heranreifen. Diese dringen durch die Schuppen in den zweiten Zwischenwirt, Süß- und Brackwasserfische, ein. Nachgewiesen wurden sie bei Großkopfmeeräsche, Liza menada, Tridentiger obscurus, Glossogobius brunnaeus, Therapon oxyrhynchus, Acanthogobius flavimanus sowie Schlammspringerverwandten wie Boleophthalmus pectinirostris und Scartelaos spp. Dort entstehen die infektiösen Metazerkarien, die mit der Aufnahme ungenügend erhitzter Fische in den Endwirt gelangen.
Die Adulten sind elliptisch oder birnenförmig, 0,8–1 mm lang und 0,5–0,6 mm breit. Sie ähneln morphologisch sehr stark Heterophyes heterophyes, mit dem er in der älteren Literatur auch (fälschlicherweise) synonymisiert wurde. Einziger Unterschied ist die geringere Anzahl von Fortsätzen am Gonotyl des Genitalsaugnapfs, die bei H. nocens zwischen 50 und 62 liegt, bei H. heterophyes zwischen 70 und 85. H. dispar ist insgesamt kleiner und das Gonotyl hat nur 22 bis 35 Häkchen am Gonotyl.